# Oued Lakhdar
Oued Lakhdar (în arabă وادى الشولى) este o comună din provincia Tlemcen, Algeria.
Populația comunei este de 5.262 de locuitori (2008).